# Вранско
Вранско (словен. Vransko) је насеље и управно средиште истоимене општине Вранско, која припада Савињској регији у Републици Словенији.

## Становништво
По попису становништва из 2011. године насеље Вранско имало је 720 становника.